# 百龙滩镇
百龙滩镇，是中华人民共和国广西壮族自治区南宁市马山县下辖的一个乡镇级行政单位。
百龙滩镇位于马山县北部的红水河南岸，东、北接都安瑶族自治县龙湾乡，南连白山镇，西邻都安瑶族自治县地苏乡。该镇与河池地区都安县隔河相望，距马山县城15千米。全镇面积88.1平方千米，耕地面积1114公顷，2014年末总人口20556人。210国道贯穿全镇南北，是南宁、柳州、河池交通要道，全国首家无人值守股份制水电站——百龙滩水电站建于该镇境内。

## 行政区划
百龙滩镇下辖以下地区：
南新村、勉圩村、大球村、大龙村、大完村和龙昌村。